# Centre démocrate humaniste
Centre démocrate humaniste (cdH eller CDH) (dansk: humanistisk demokratisk center) er et fransk sproget, vallonsk og kristendemokratisk parti i Belgien. 
Partiet fik sit nuværende navn den 18. maj 2002. Før dette hed partiet Parti social chrétien (PSC) (dansk: Det kristne sociale parti). 

## Parlamentarikere
Ved det føderale valg i 2014 fik Centre démocrate humaniste 9 mandater i Repræsentant-kammeret og 4 mandater i Senatet. Ved valget i 2010 fik CDH 9 mandater i Repræsentant-kammeret, og partiet blev også repræsenteret i Senatet.
Ved Europa-Parlamentsvalget 2014 fik CDH et mandat i Europa-Parlamentet. 

## Historie
Partiet har sin oprindelse i PSC-CVP, et katolsk belgisk politisk parti som eksisterede fra 1944 til 1968, og som igen havde rødder i et endnu tidligere katolsk parti. 
PSC-CVP blev delt i 1968. Parti Social Chrétien (PSC), (der i 2002 skiftede navn til Centre démocrate humaniste) blev etableret i Vallonien, mens Christelijke Volkspartij (CVP), (der i 2001 skiftede navn til Christen-Democratisch en Vlaams (CD&V)) blev etableret i Flandern. Begge partier er repræsenteret i den tosproglige region Bruxelles.

## Eksterne links
- Officiel hjemmeside